# Strykówko
Strykówko – osada pofolwarczna w Polsce położona w województwie wielkopolskim, w powiecie poznańskim, w gminie Stęszew przy trasie linii kolejowej Poznań-Grodzisk Wielkopolski i przy drodze krajowej nr 32.
W latach 1975–1998 miejscowość należała administracyjnie do województwa poznańskiego.